# Graphics Execution Manager
Graphics Execution Manager (GEM) – system zarządzania pamięcią przeznaczony do użytku w sterownikach układów graficznych.
- Zarządza pamięcią graficzną
- Kontroluje kontekst wykonywania
- Zarządza środowiskiem NUMA nowoczesnych układów graficznych

Dzięki GEM wiele aplikacji może współdzielić zasoby urządzenia graficznego bez potrzeby przeładowywania całej karty graficznej, system ten zapewnia także bezkonfliktowe współdzielenie danych między aplikacjami poprzez zarządzanie synchronizacją pamięci. Pisząc GEM programiści korzystali z wielu istniejących w jądrze rozwiązań i funkcji, dzięki temu kod samego GEM-a jest niewielki rozmiarowo.
GEM jest włączony do jądra Linux od wersji 2.6.28, został również zaplanowany z myślą o kompatybilności z jądrami BSD.
Oryginalne ogłoszenie GEM-a zawiera dokumentację jego API.

## Historia
GEM jest rozwijany przez Intel od maja 2008 jako minimalistyczna, łatwa do użytku alternatywa dla systemu zarządzania pamięcią Translation Table Maps rozwijanego przez Tungsten Graphics.